# Phú Vinh, Đồng Nai
Phú Vinh là một xã thuộc tỉnh Đồng Nai, Việt Nam.

## Địa lý
Xã Phú Vinh có diện tích 24,36 km², dân số năm 1999 là 14.929 người, mật độ dân số đạt 613 người/km².

## Hành chính
Xã Phú Vinh được chia thành 8 ấp: 1, 2, 3, 4, 5, Ba Tầng, Suối Soong 1, Suối Soong 2.

## Lịch sử
Ngày 23 tháng 6 năm 1994, chia xã Phú Hòa thành xã Phú Vinh.